# Горшков, Владимир Павлович
Владимир Павлович Горшков (укр. Володимир Павлович Горшков; 19 ноября 1926 года, Ермолаевка — 7 июля 2002 года, Киев) — украинский историк, исследователь истории партий и социальных движений, истории КПСС.

## Биография
Родился 19 ноября 1926 года в селе Ермолаевка, ныне Смоленской области. В 1941 году окончил семь классов Шалыгинской средней школы; в том же году эвакуирован в Алтайский край. В июле 1943 года окончил парашютную школу в Барнауле. В ноябре 1943 года призван в ряды Красной армии. С декабря 1943 года по май 1944 года учился в Иркутской школе авиамехаников, по окончании которой был направлен в Вознесенское училище лётчиков на должность механика. Принимал участие в советско-японской войне. В июле 1946 года демобилизован по состоянию здоровья.
В 1947 году окончил 10 классов средней школы в городе Узин Киевской области. В 1948–1953 годах — студент исторического факультета Киевского государственного университета. В 1953–1956 годах — аспирант кафедры истории КПСС этого же вуза. В 1957–1959 годах — лектор Киевского филиала Центрального музея В. И. Ленина. С октября 1959 года по сентябрь 1960 года — младший научный сотрудник Института истории АН УССР. В 1960 году, под руководством кандидата исторических наук А.А. Бородина, защитил кандидатскую диссертацию на тему: «Борьба КП(б)У за единство своих рядов в период восстановления народного хозяйства (1921-1923 гг.)».
С 1960 года — исполняющий обязанности доцента кафедры истории КПСС Киевского государственного университета. С 1962 года — доцент этой же кафедры. В 1970–1972 годах работал на должности старшего научного сотрудника для написания докторской диссертации. После окончания срока вернулся на предыдущее место работы. С 1973 года — проректор по учебной работе Киевского государственного университета. С 1976 года — профессор кафедры истории КПСС гуманитарных факультетов. В 1976 году защитил докторскую диссертацию на тему: «Осуществление ленинских принципов партийного строительства на Украине (1921-1925 гг.)». На протяжении 1980–1990 годов — заведующий кафедрой истории КПСС. С 1990 года — профессор кафедры социально-политической истории и исполняющий обязанности заведующего этой же кафедры. С 1991 года — профессор кафедры политической истории для гуманитарных факультетов. С июня 1996 года — на пенсии.
Умер 7 июля 2002 года в Киеве. Похоронен на Байковом кладбище.

## Работы
Автор около 100 публикаций. Среди них:
- Ленінські принципи партійного будівництва на Україні. — Київ, 1974;
- Єдиним шляхом в єдиних лавах. — Київ, 1972;
- X з'їзд РКП(б). — Київ, 1971.

## Награды и звания
Заслуженный работник высшей школы УССР (с 8 апреля 1987 года). Награжден орденами Отечественной войны II степени, Дружбы народов, 16-ю медалями.